# Liste des clochers-murs de l'Orne
Cet article recense les édifices religieux de l'Orne, en France, munis d'un clocher-mur.

## Liste

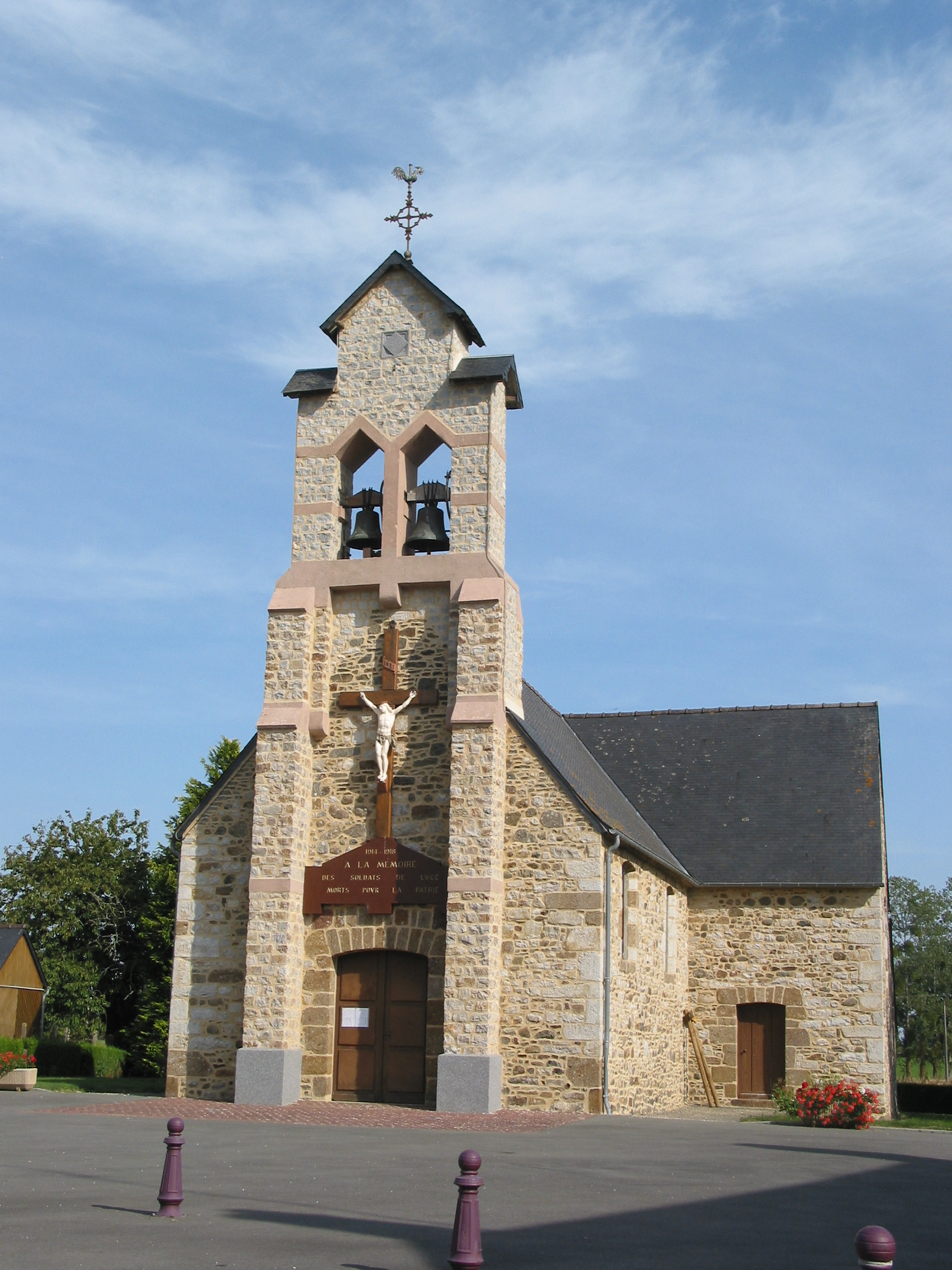
L'église Saint-Gilles de Lucé.

- Lucé, église Saint-Gilles